# Кастелівка
Кастелі́вка — житлова дільниця Львова між нинішніми вулицями Генерала Чупринки, Горбачевського, Кастелівка та Кольберга. 
Дільницю запроєктували у 1886—1888 роках на південно-західній околиці міста архітектори Юліан Захаревич та Іван Левинський. Мальовничі вілли Кастелівки, розкидані серед зелених насаджень, реалізували ідею нових урбаністичних ідей — міста-саду. 

## Назва
Кастелівка походить від родини архітекторів та будівничих італійського походження. Ще в міських актах XVI століття згадується будівничий Захаріаш Кастелло з Лугано на прізвисько Справний. У XVII столітті відомі королівські архітектори Томаш та Матеуш Кастелло. А в документах другої половини XVII століття згадується у Львові міщанський рід Кастеллі, чий маєток Кастелівка розташовувався на ділянці між нинішніми вулицями Сахарова та Нечуя-Левицького. Історик мистецтва Юрій Бірюльов згадує архітектора Антоніо Кастеллі, який міг там мешкати у 1740—1750 роках Назва Кастелівка позначена також на кадастровій карті Львова 1849 року. Хоча на цій мапі Кастелівка містилась дещо нижче, біля Вулецької дороги (тепер вул. Сахарова), Юліан Захаревич та Іван Левинський вирішили присвоїти цю назву своєму урбаністичному проєкту.
Реалізувати свою мрію архітекторам вдалося лише частково, бо Кастелівка виявилася занадто близькою до центру. Її ідея народжувалася у часи кінних фіакрів, а в епоху появи електричних трамваїв та автомобілів мальовниче передмістя було поглинуте багатоповерховою міською забудовою. Тому лише на окремих ділянках змогли створити фрагменти омріяного «міста-саду».

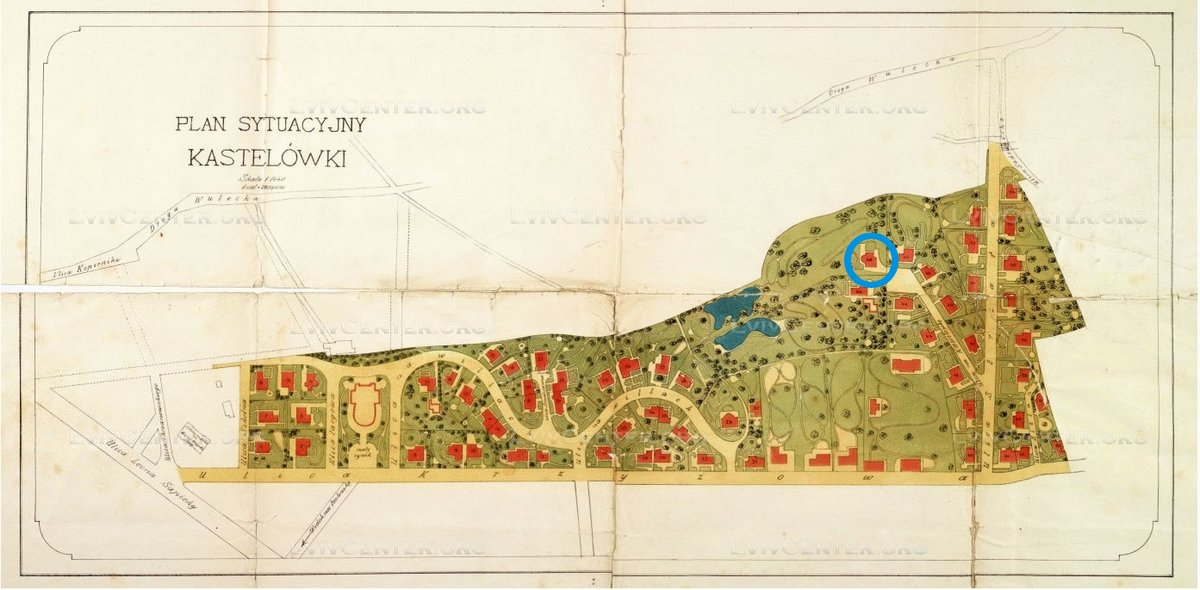
Проєкт плану забудови Кастелівки 1899 року
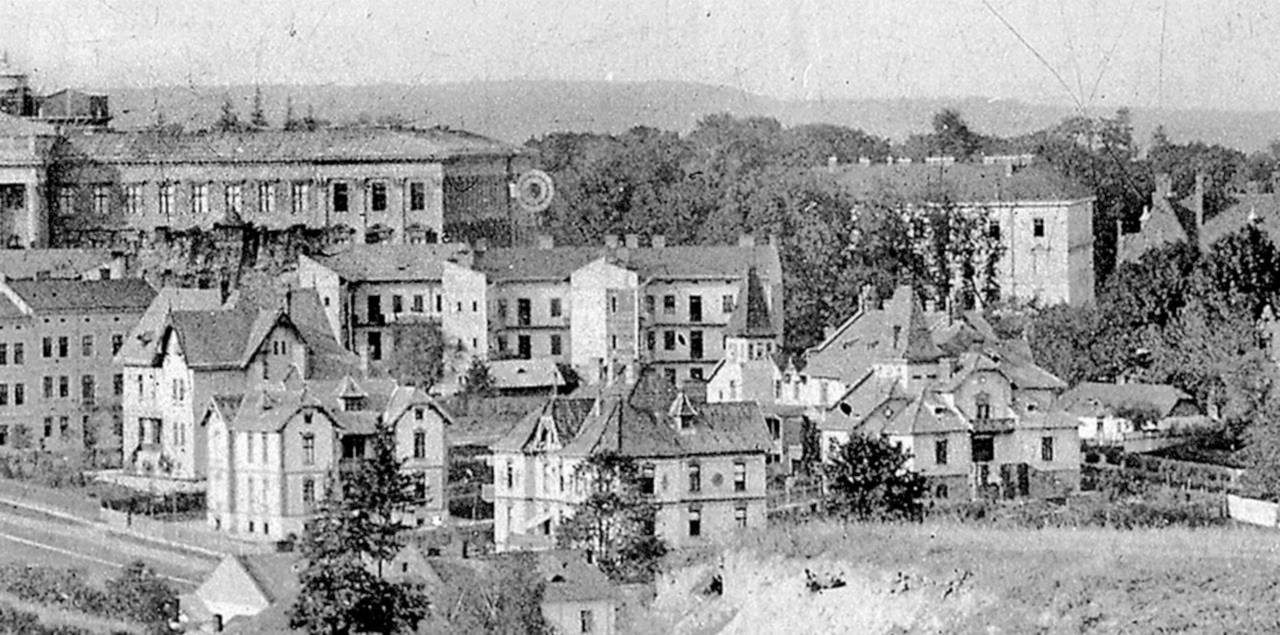
Одне з найдавніших зображень Кастелівки (1894)
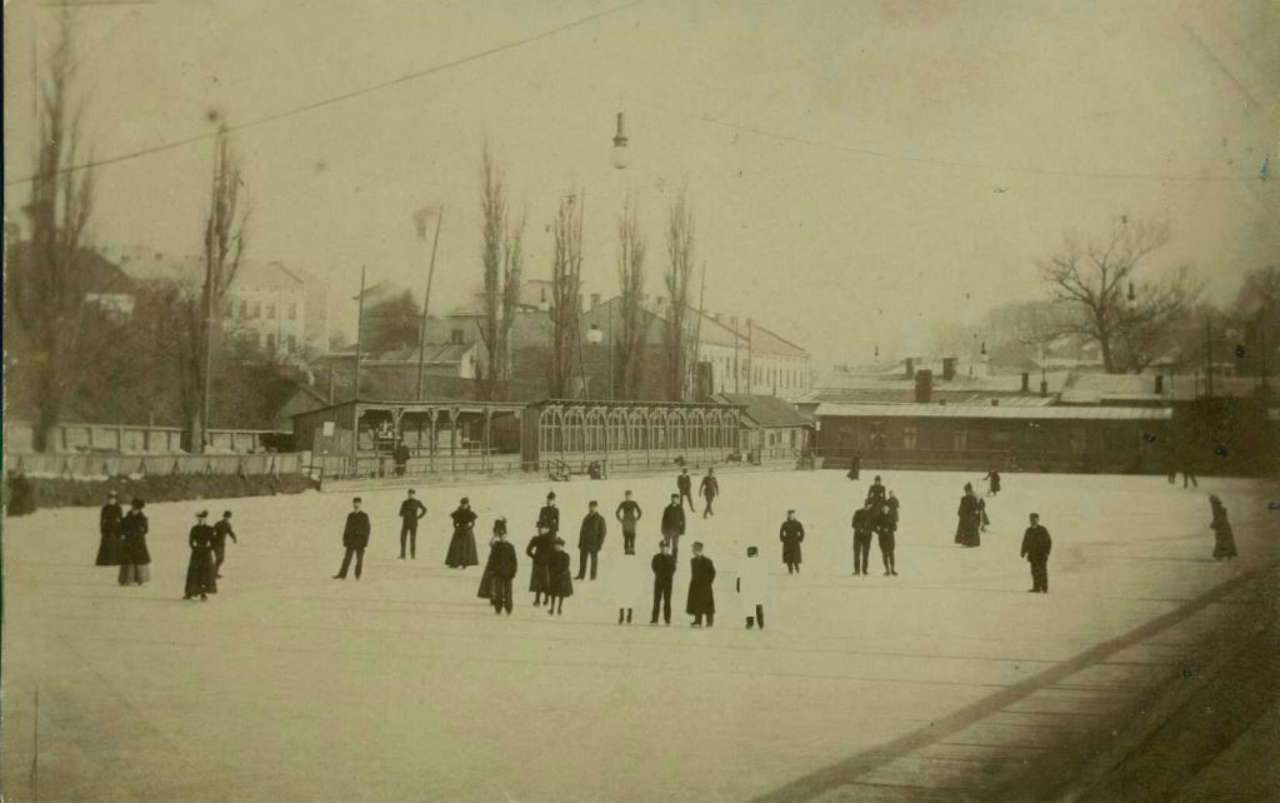
Собків став узимку перетворювався на ковзанку (1910)
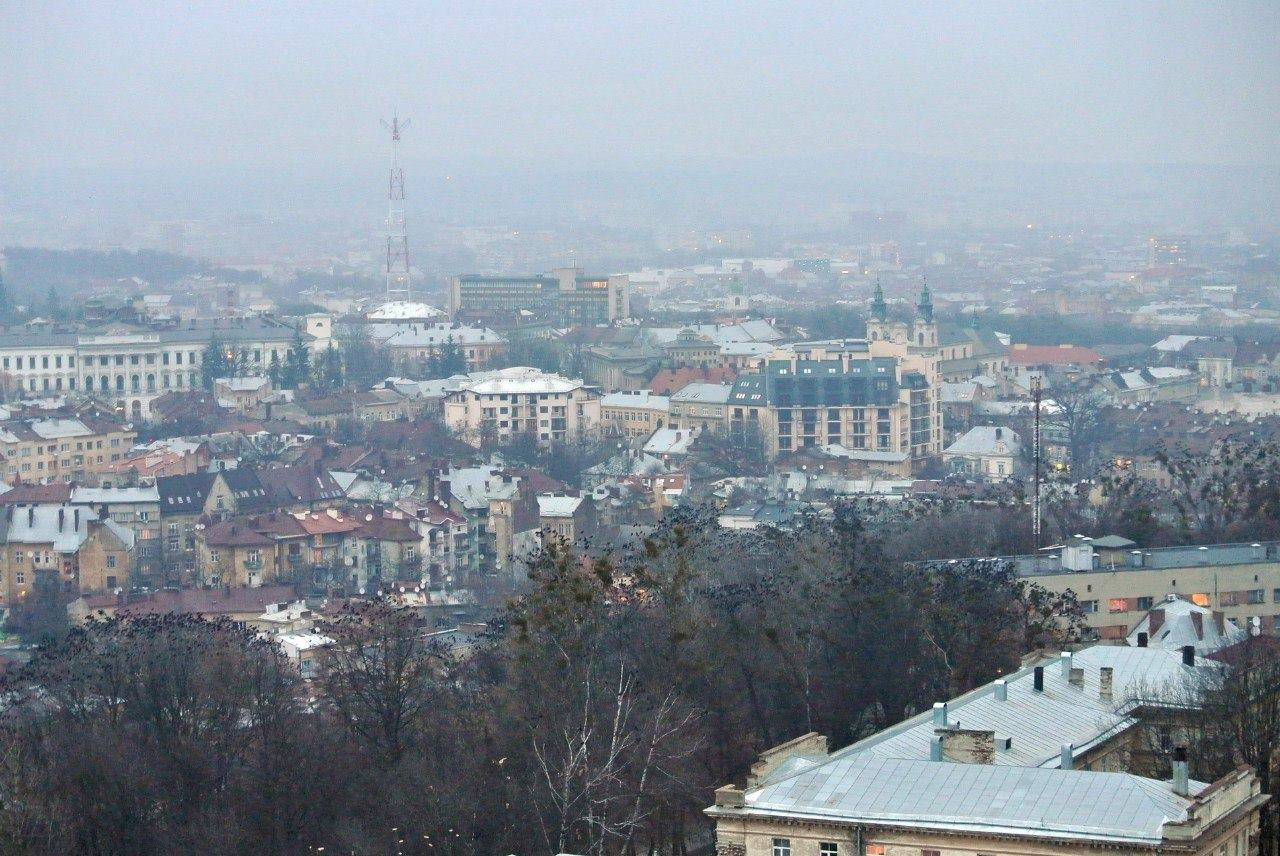
Вигляд на Кастелівку (2016)
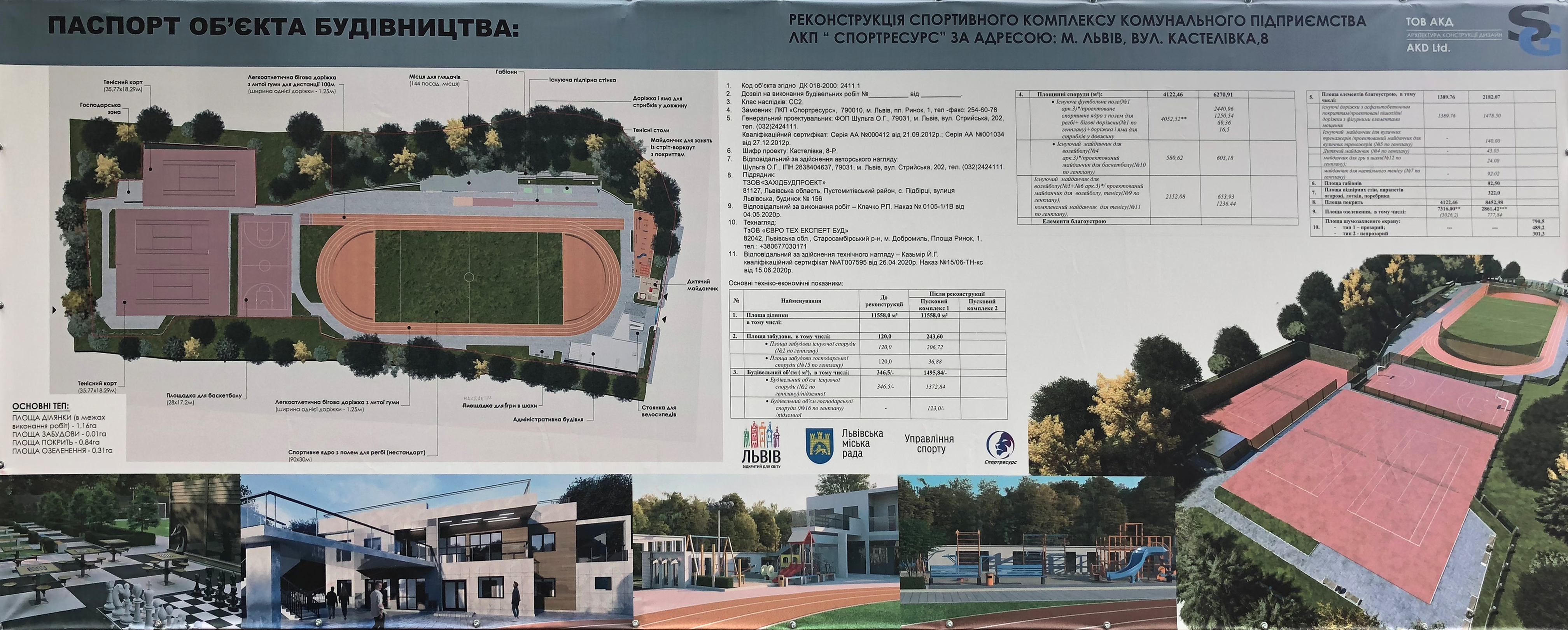
Проєкт реконструкції спорткомплексу ЛКП "Спортресурс"

## Забудова
Сучасна забудова дільниці переважно походить з кінця XIX — перших десятиліть XX століття. На вул. Котляревського до перетину з вул. Івана Левинського ліву сторону, з непарною нумерацією, складають переважно вілли давньої Кастелівки, а праву — багатоквартирні будинки. Далі переважають багатоповерхові будинки, але суцільної червоної лінії немає. Нечисленні вільні ділянки в останнє десятиріччя інтенсивно забудовуються.
21 жовтня 1933 року в приміщенні консульства СРСР, яке містилося на теперішній вул. Котляревського, 27, член ОУН Микола Лемик здійснив вбивство тодішнього секретаря консульства як символічний акт помсти за Голодомор 1932—1933 років у підрадянській Україні та Кубані. 
Назву «Кастелівка» надали 1992 року вулиці, прокладеній у 1930-х роках під схилами узгір'я, на якому розташовувалась віллова дільниця Кастелівка, що упродовж свої історії існування мала назви — вулиця Леопольда Ліса-Кулі, Шефельґассе, Матросова.
У 2020 році розпочалися роботи з реконструкції спортивного комплексу ЛКП «Спортресурс» на території колишнього Собкового ставу.

Приклади забудови Кастелівки
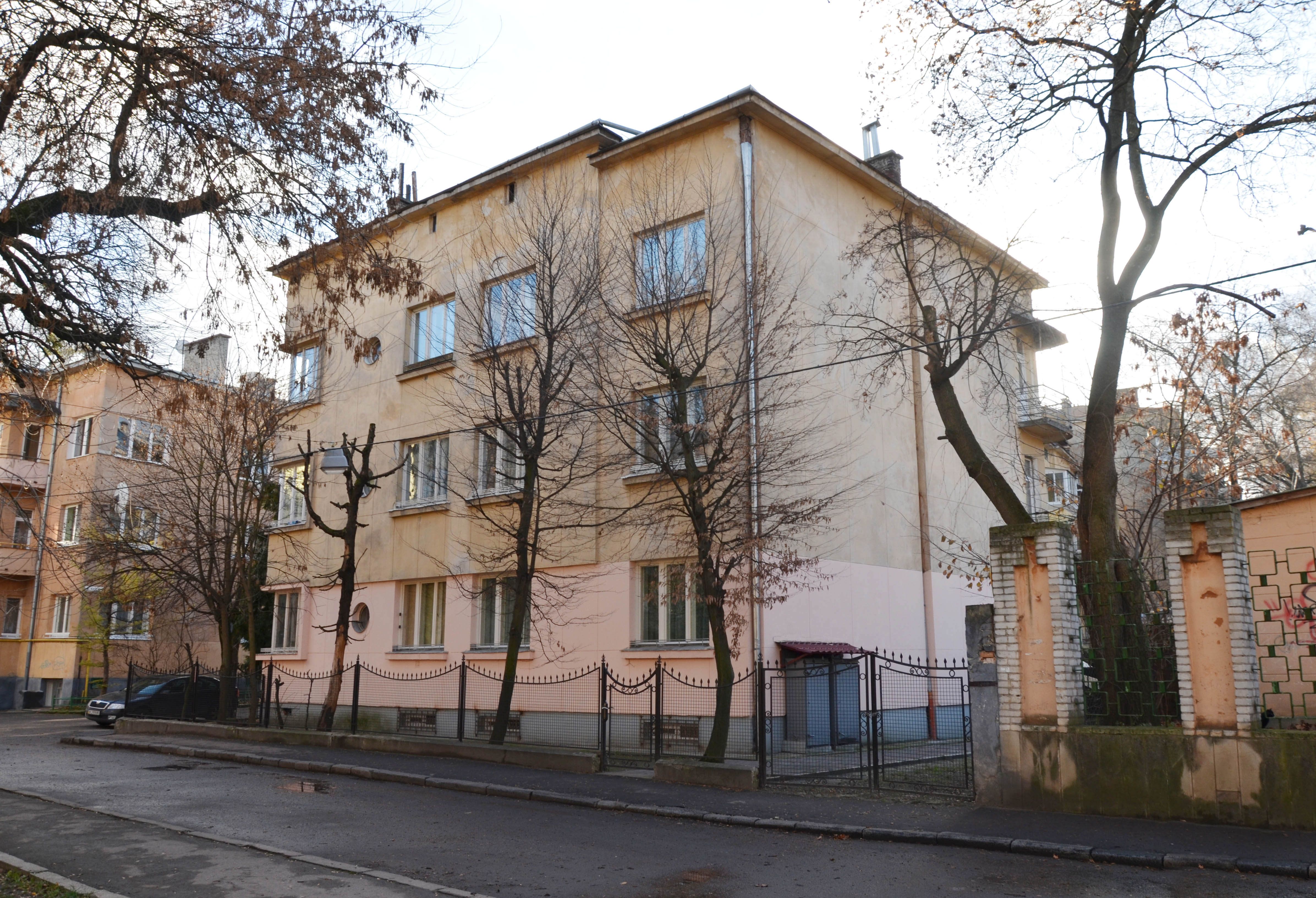
Вул. Кастелівка, 8 — будинок у стилі польського функціоналізму, збудований у 1938 році
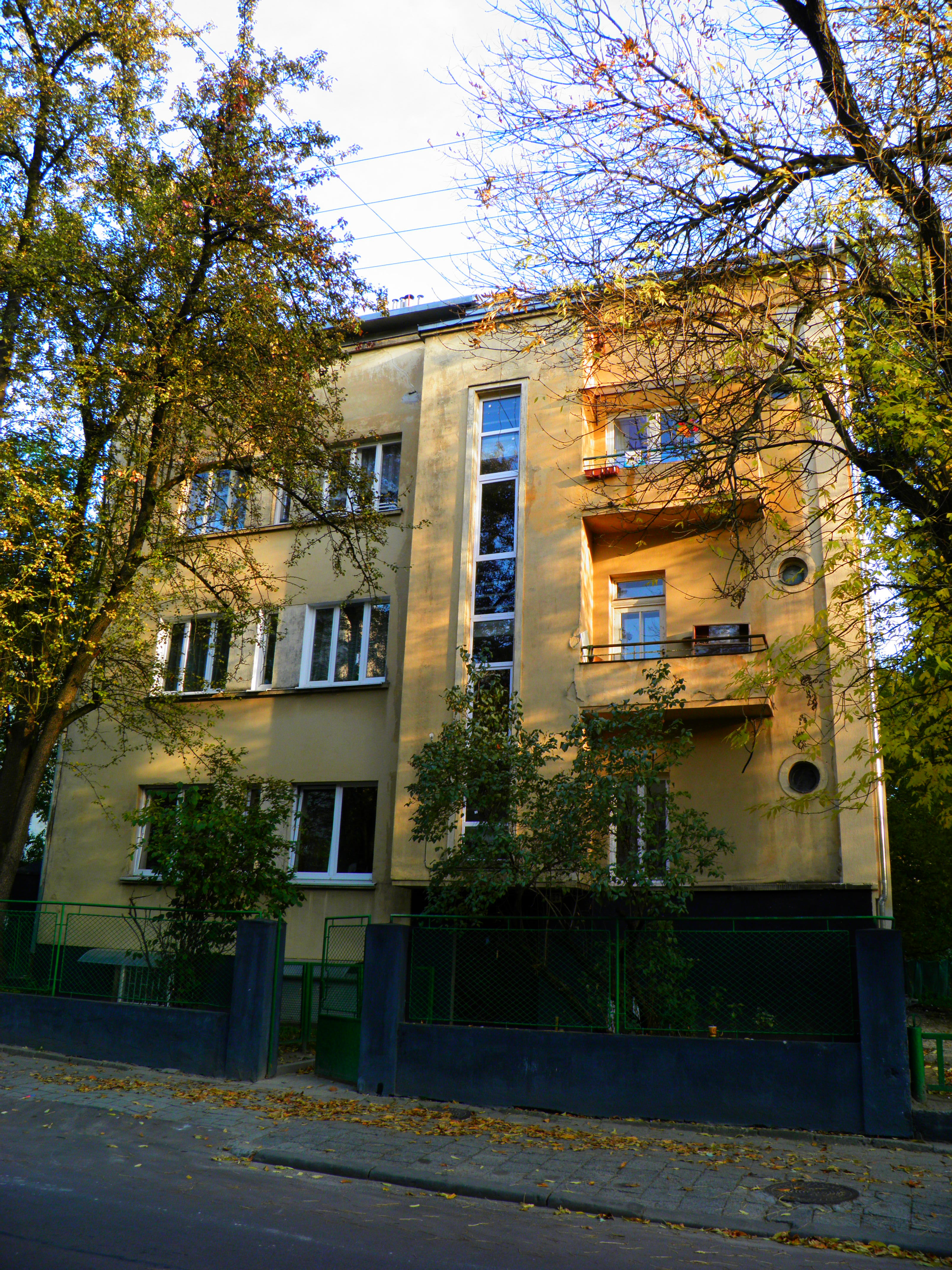
Вул. Котляревського, 11 — будинок 1930-х рр. у стилі польського функціоналізму
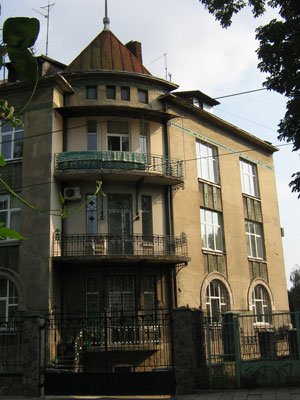
Вул. Котляревського, 25 — будинок споруджений у 1908—1909 рр. у стилі сецесії за проєктом фірми Левинського
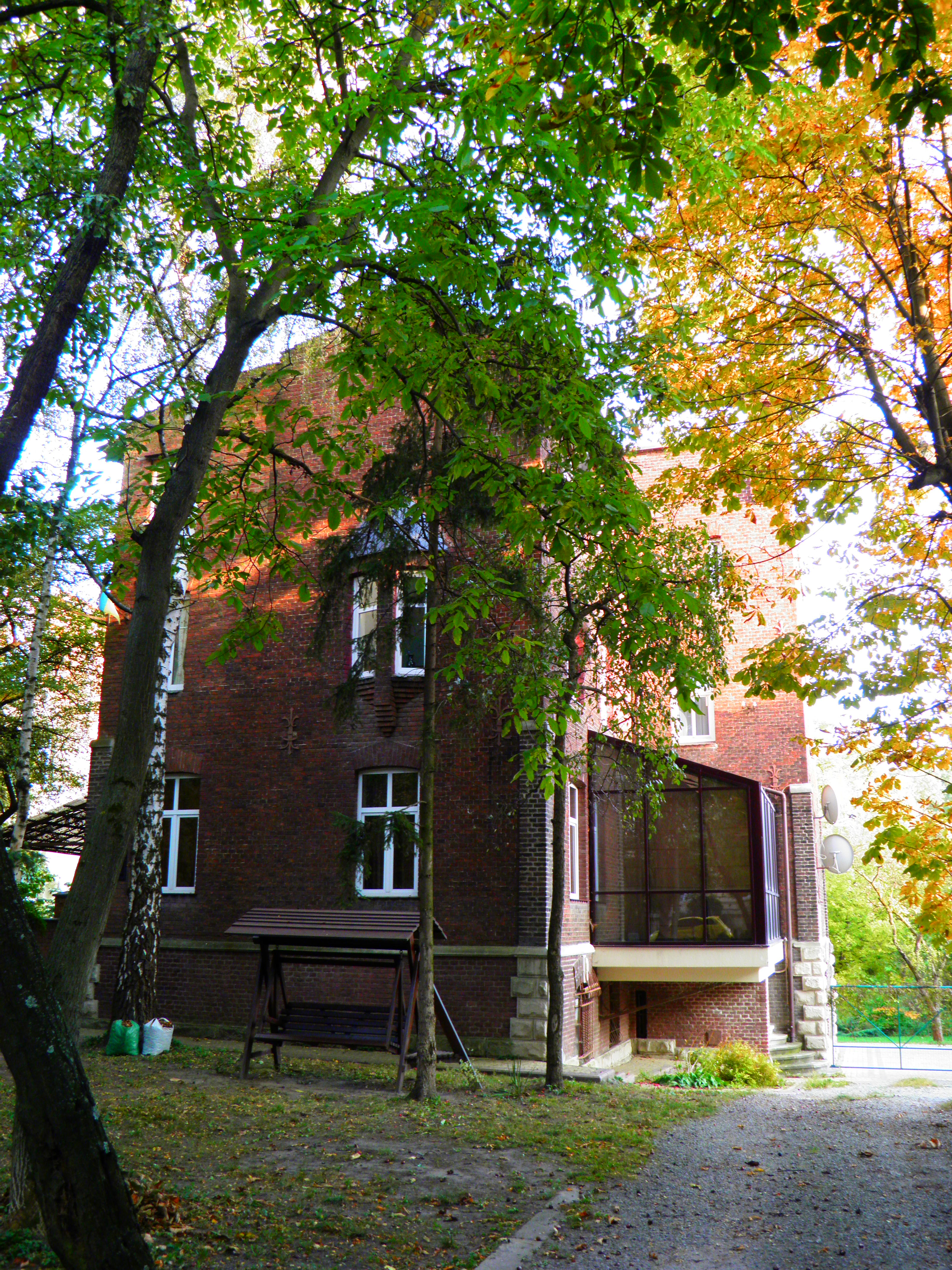
Вул. Котляревського, 47 — колишня вілла Кароля Дзядоня Дзелінського, збудована у 1903—1906 рр. фірмою Івана Левинського
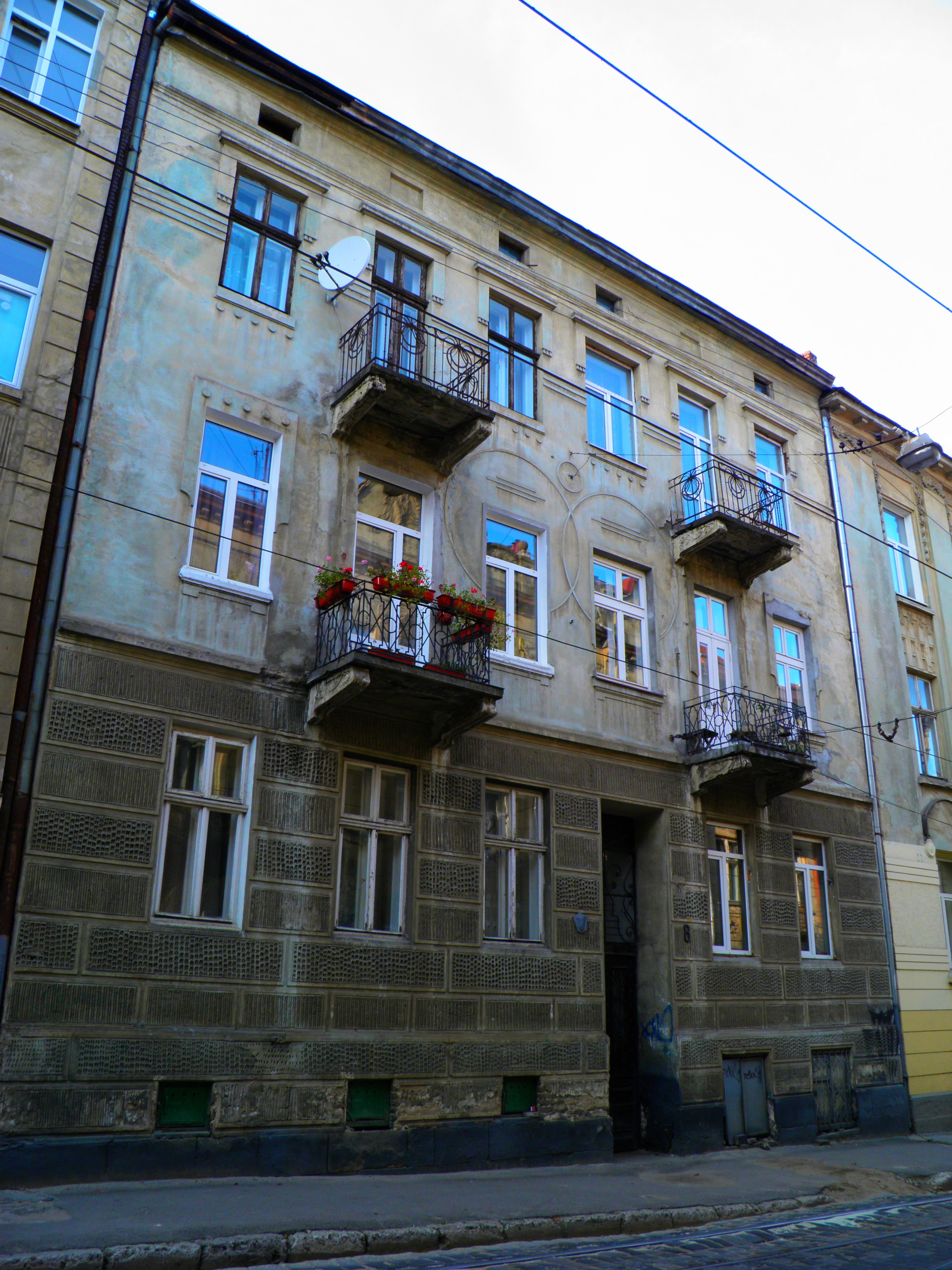
Вул. Нечуя-Левицького, 8 — будинок кінця ХІХ ст. у стилі австрійського класицизму
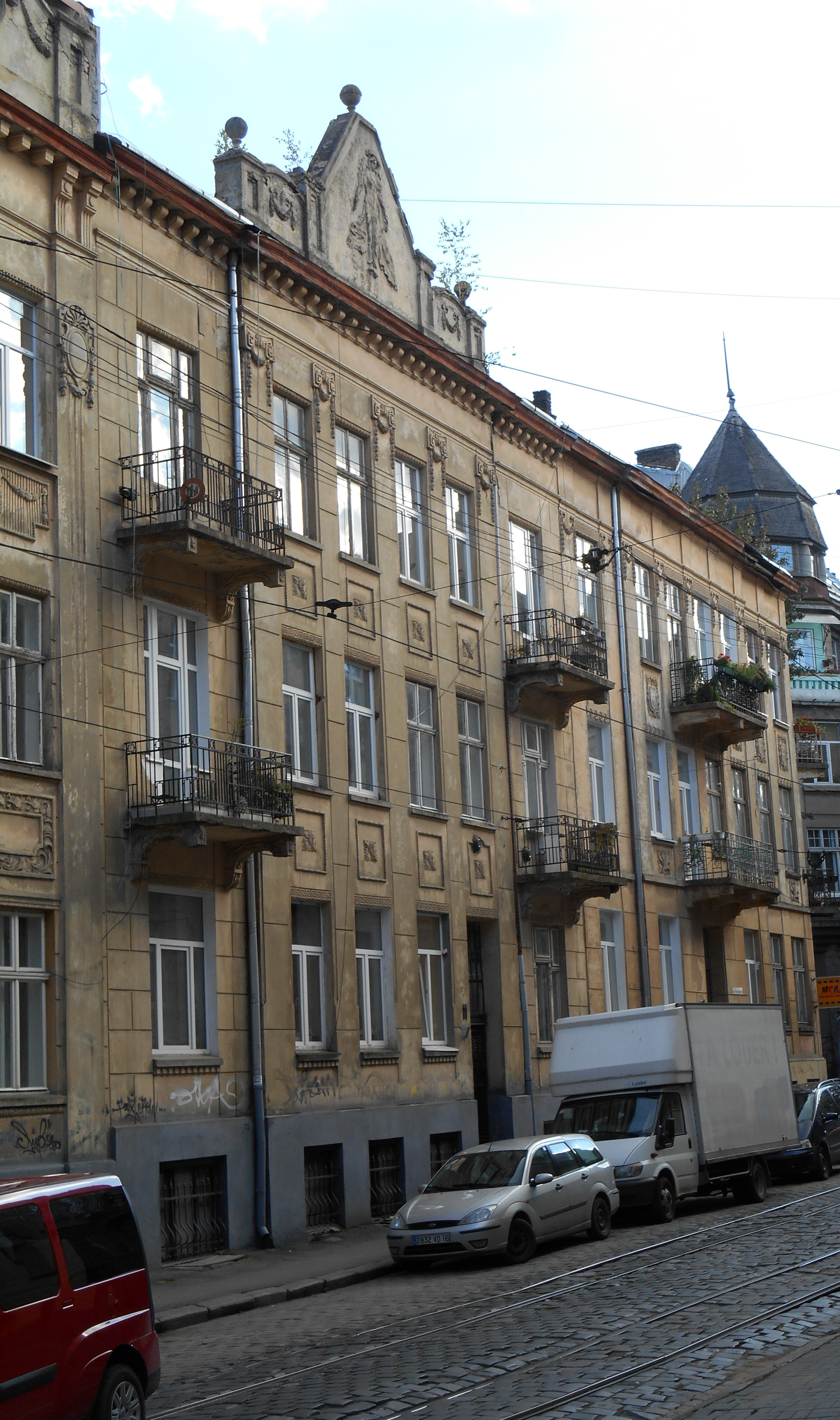
Вул. Нечуя-Левицького, 11 — будинок кінця ХІХ ст. у стилі австрійського класицизму
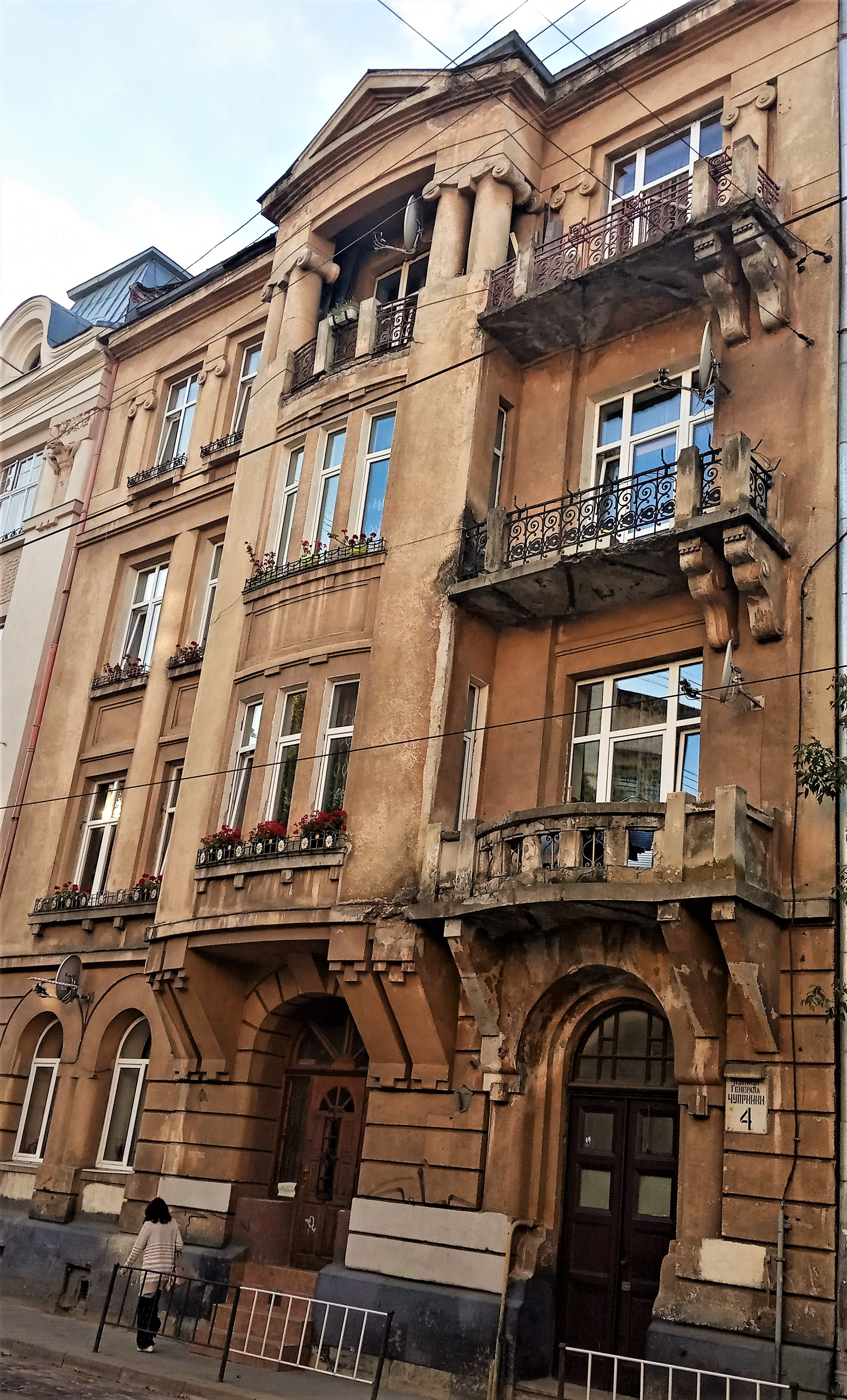
Вул. Чупринки, 4 — будинок у стилі неокласицизму з елементами сецесії споруджений у 1911—1912 рр.
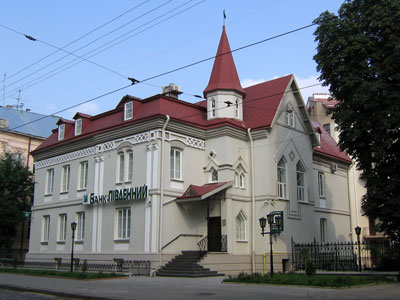
Вул. Чупринки, 11 — вілла співавторства Юліана Захаревича та Івана Левинського, збудована у 1901—1905 рр. у стилі неоромантизму
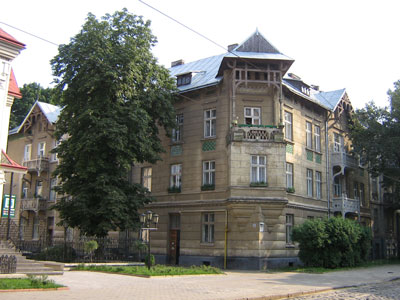
Вул. Чупринки, 11а — будинок, споруджений у 1906—1907 рр. фірмою Левинського у стилі сецесії
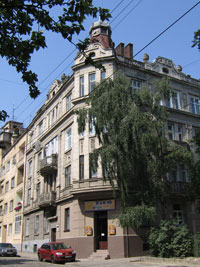
Вул. Чупринки, 60 — будинок споруджений у 1910—1911 рр. у стилі неокласицизму за проєктом фірми Левинського
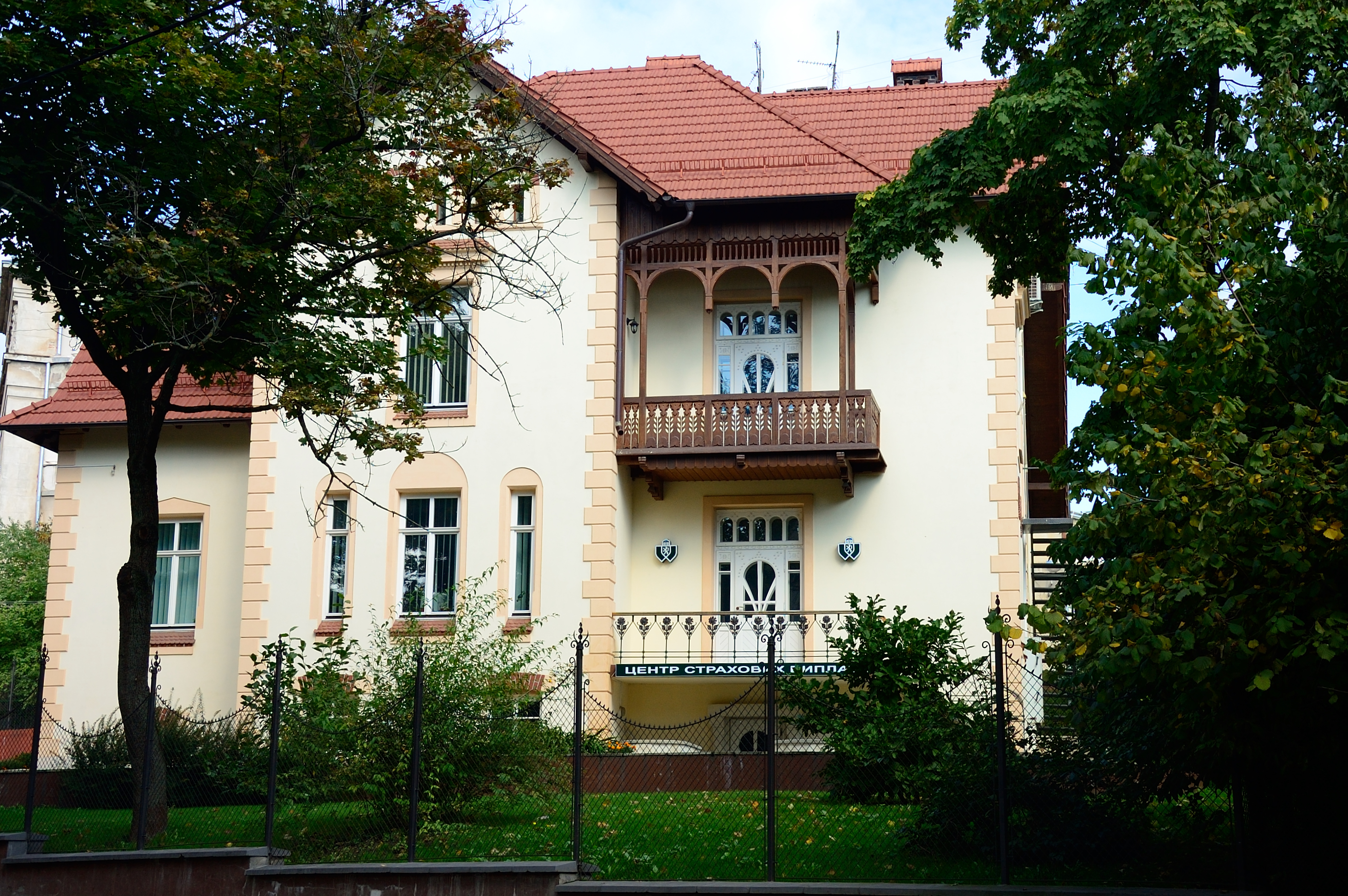
вул. Метрологічна, 2 — вілла Людвіка Вєжбіцького, споруджена у 1904—1905 рр. Має риси закопанського стилю, поєднані з сецесією
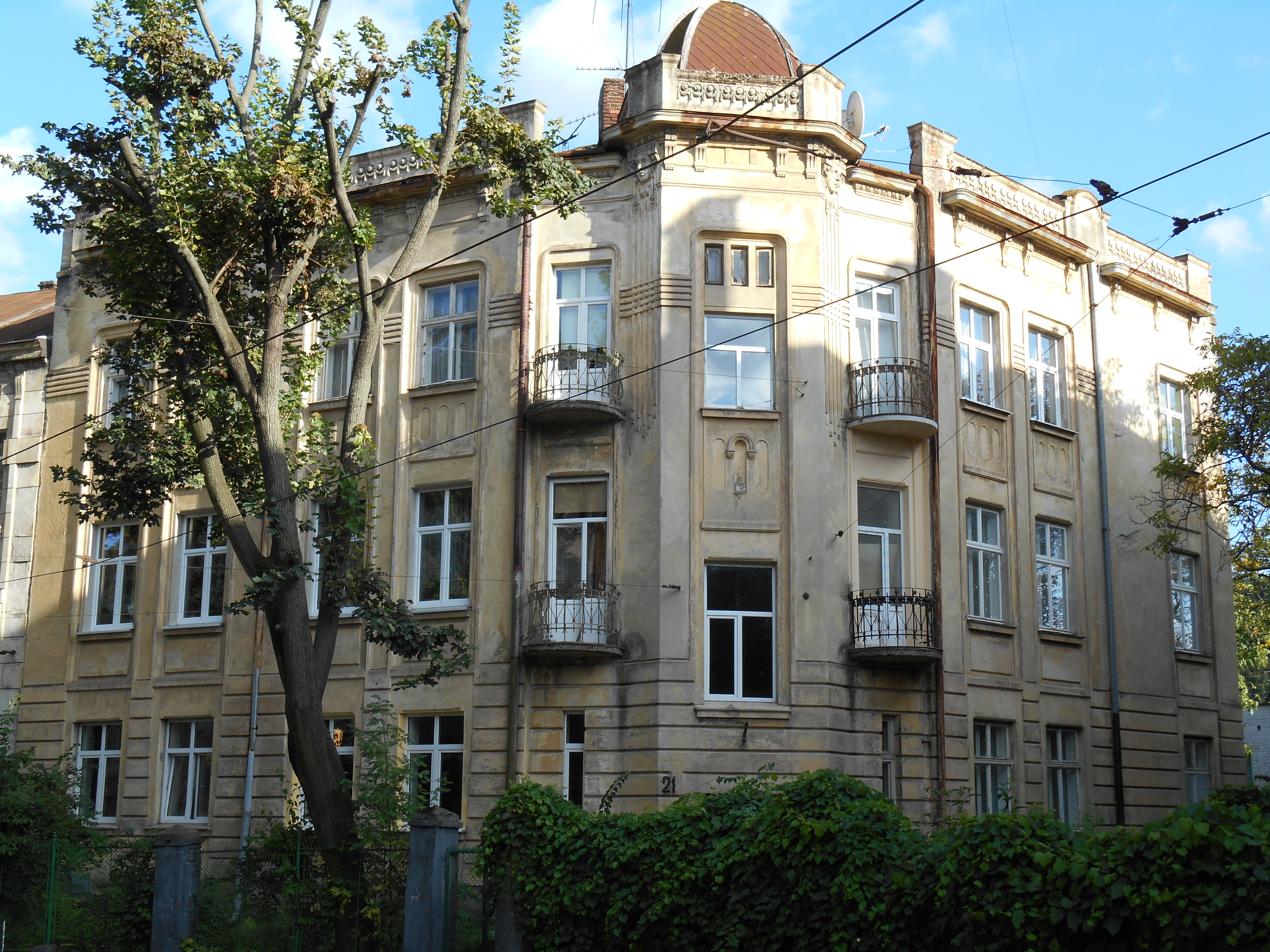
Вул. Котляревського, 21 — будинок споруджений у 1908—1909 рр. за проєктом Ю. Горнунґа у сецесійному стилі
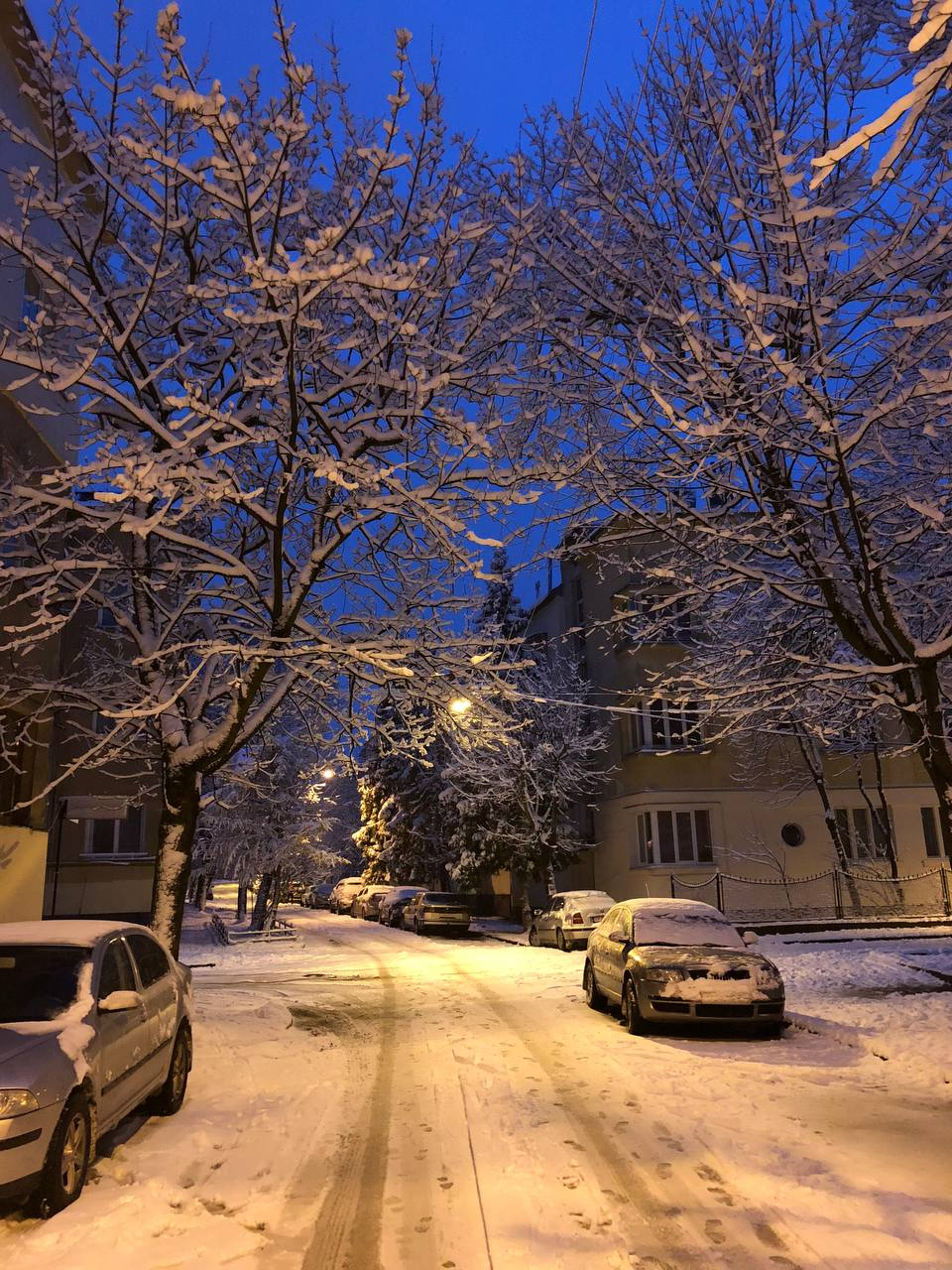
Вид на вул. Кастелівку у грудні 2017
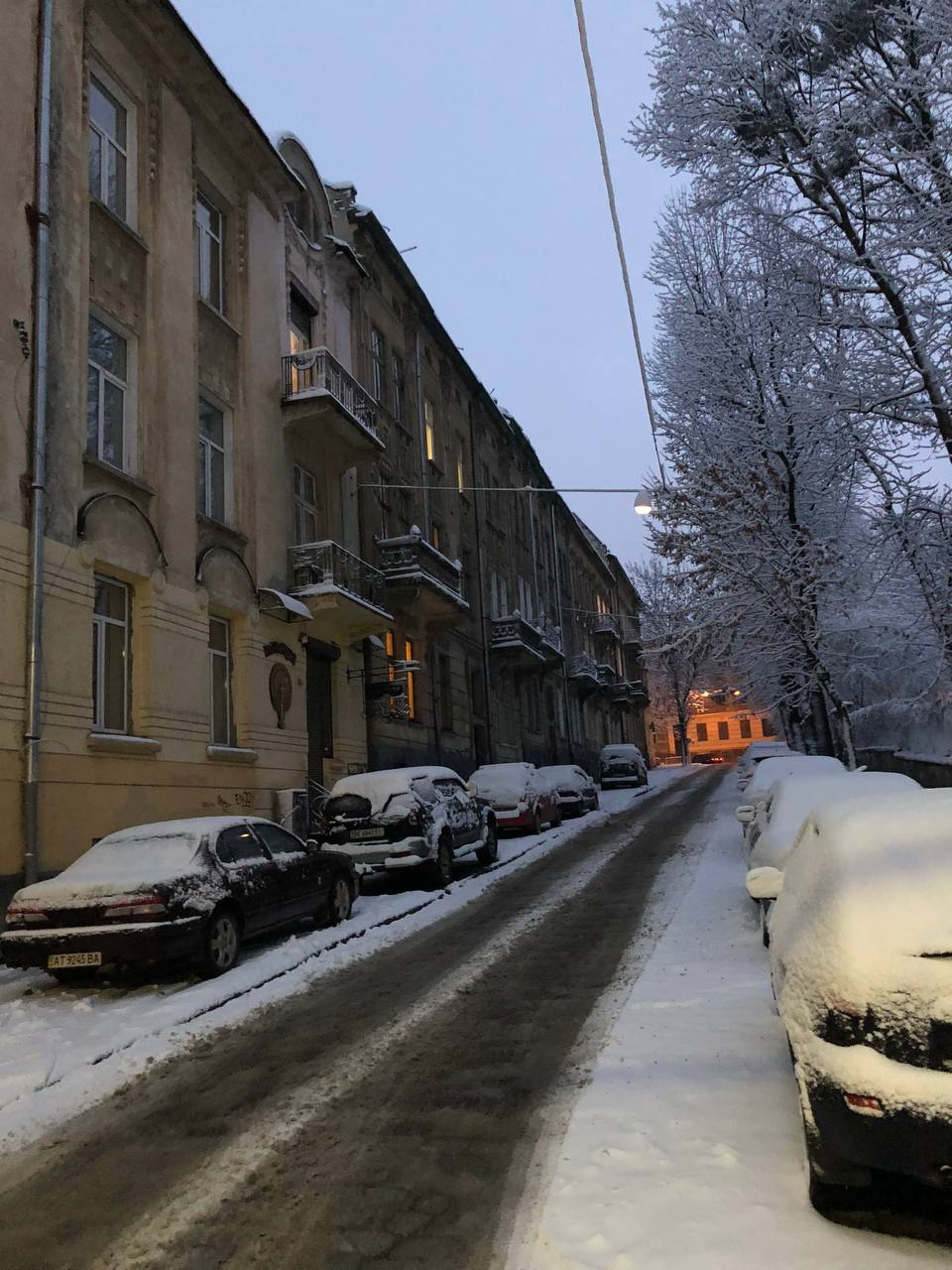
Вид на вул. Нечуя-Левицького у грудні 2017